# FC Valencia Mestalla

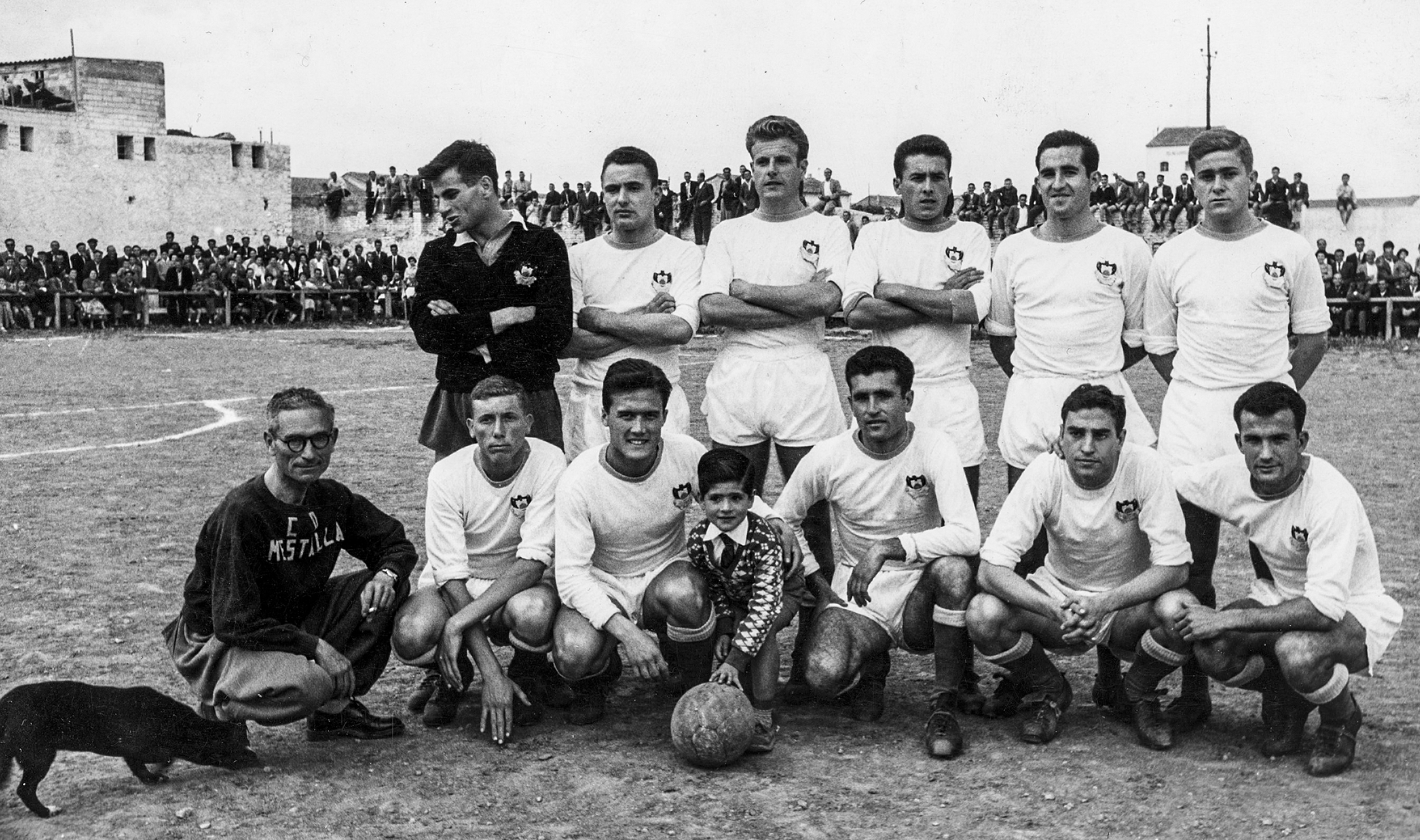
CD Mestalla, 1958

Der Valencia Club de Fútbol Mestalla, verkürzt auch als Valencia CF Mestalla bzw. im deutschen Sprachraum als FC Valencia Mestalla bezeichnet, ist ein spanischer Fußballverein aus Valencia, der als Farmteam des FC Valencia fungiert. 

## Name
Der Zweitverein des FC Valencia ist benannt nach dem gleichnamigen Stadtviertel Mestalla, das sich im Distrikt El Pla de Real, unmittelbar südlich des Universitätsgeländes Ciutat Universitària, in der Stadtmitte von Valencia befindet. In dem Barrio befindet sich auch das gleichnamige Estadio Mestalla des Hauptvereins FC Valencia. Das namensgleiche Farmteam trägt seine Heimspiele allerdings in der Ciudad Deportiva de Paterna (deutsch Sportstadt von Paterna), dem Trainingszentrum des FC Valencia und all seiner Nachwuchs- und Reservemannschaften, aus.

## Geschichte
Der Verein wurde 1944 als Club Deportivo Mestalla (bzw. verkürzt CD Mestalla) ins Leben gerufen und verbrachte zwischen 1947/48 und 1972/73 insgesamt 21 Spielzeiten in der Segunda División. Die beste Spielzeit der Vereinsgeschichte war die Saison 1951/52, als die Mannschaft in der Abschlusstabelle der Gruppe Süd den zweiten Platz belegte und sich somit für die Aufstiegsrunde zur Primera División qualifizierte. Obwohl dieses Turnier gewonnen wurde, durfte der CD Mestalla den Aufstieg als „Zweitmannschaft“ des bereits in der höchsten Spielklasse vertretenen FC Valencia nicht wahrnehmen. Ihr zweitbestes Ergebnis erzielte die Mannschaft in der Saison 1963/64, die mit dem vierten Platz abgeschlossen wurde. Ein Höhepunkt der Vereinsgeschichte war das nach dem Saisonende ausgetragene Abschlussspiel des aktuellen mexikanischen Meisters Club Deportivo Guadalajara auf dessen Europatournee, das mit einem 2:1-Sieg des CD Mestalla endete. 
Aktuell (Saison 2022/23) spielt die Mannschaft des Valencia CF Mestalla in der Segunda División RFEF, der vierthöchsten Spielklasse im Ligasystem des spanischen Fußballs.